# Xã Maple, Quận Monona, Iowa
Xã Maple (tiếng Anh: Maple Township) là một xã thuộc quận Monona, tiểu bang Iowa, Hoa Kỳ. Năm 2010, dân số của xã này là 944 người.